# АЭС Брансуик
АЭС Брансуик (англ. Brunswick Nuclear Generating Station) — действующая атомная электростанция на юго-востоке США.
Станция расположена на берегу реки Кейп-Фир недалеко от впадения в Атлантический океан в округе Брансуик штата Северная Каролина в 27 милях на юг от города Уилмингтон.

## Информация об энергоблоках
| Энергоблок | Тип реакторов       | Мощность | Мощность | Начало строительства | Физпуск    | Подключение к сети | Ввод в эксплуатацию | Закрытие |
| Энергоблок | Тип реакторов       | Чистый   | Брутто   | Начало строительства | Физпуск    | Подключение к сети | Ввод в эксплуатацию | Закрытие |
| ---------- | ------------------- | -------- | -------- | -------------------- | ---------- | ------------------ | ------------------- | -------- |
| Брансуик-1 | BWR, BWR-4 (Mark 1) | 938 МВт  | 990 МВт  | 07.02.1970           | 08.10.1976 | 04.12.1976         | 18.03.1977          | —        |
| Брансуик-2 | BWR, BWR-4 (Mark 1) | 920 МВт  | 960 МВт  | 07.02.1970           | 20.03.1975 | 29.04.1975         | 03.11.1975          | —        |